# القای سریع بیهوشی
القای سریع بیهوشی (به انگلیسی: Rapid sequence induction) روشی در مدیریت پیشرفته راه‌هوایی و یک فرایند خاص برای لوله‌گذاری تراشه است. این روش برای بیمارانی استفاده می‌شود که احتمال بالای آسپیراسیون ریوی برای آن‌ها وجود دارد. به‌طور کلی این روش با روش‌های دیگر القای بیهوشی عمومی تفاوت دارد.
در این روش از زمانی که به بیمار داروی بیهوشی تزریق می‌شود تا زمانی که لوله‌گذاری داخل تراشه انجام شود تنفس مصنوعی داده نمی‌شود. این روش باعث به حداقل رسیدن دمیدن هوا به بیمار می‌شود که در نهایت هوای کمتری وارد معده شده و از تحریک استفراغ جلوگیری می‌کند.
القای سریع بیهوشی کلاسیک به این صورت است که ریه بیمار با غلظت بالایی از اکسیژن پر می‌شود به دنبال آن بر غضروف کریکوئید بیمار فشار وارد کرده سپس داروی بیهوشی سریع الاثر و داروهای مسدود کننده عصب-عضله که به ترتیب موجب بیهوشی و فلج عضلانی می‌شود تزریق شده و در پی آن بدون درنگ لوله تراشه برای بیمار قرار داده می‌شود و در نهایت فشار از روی غضروف کریکوئید برداشته می‌شود.
القای سریع بیهوشی اصلاح شده، شکل تغییر یافته القای سریع بیهوشی کلاسیک است که باعث بهبود اکسیژن رسانی و کاهش اسیدوز بیمار می‌شود اما موجب افزوده شدن خطر آسپیراسیون ریوی می‌شود. نمونه‌ای از این تغییرات دادن تنفس مصنوعی قبل از لوله‌گذاری تراشه یا عدم فشار بر غضروف کریکوئید بیمار است.
این روش زمانی اجرا می‌شود که زمان کافی برای تخلیه معده بیمار (ناشتایی) وجود نداشته و بیمار باید تحت بیهوشی عمومی قرار بگیرد. یا اینکه بیمار شرایطی دارد که احتمال آسپیراسیون ریوی در حین القاء بیهوشی بالاست، صرفنظر از اینکه بیمار به چه مدتی ناشتا بوده‌است (مانند بیماری بازگشت اسید به مری یا بارداری) ؛ یا زمانی که بیمار توانایی محافظت از راه هوایی خود را حتی زمانی که بیهوشی نیست ندارد (مانند ضربه مغزی).
معمولاً داروهای کوتاه اثر و سریع الاثر برای این روش استفاده می‌شوند که معمولاً طول اثر آن‌ها در حد چند دقیقه است.
اگر در روش القای سریع بیهوشی لوله گذاری تراشه ناموفق بود و شرایط کلینیکی بیمار مناسب بود، باید اجازه داد که بیمار هوشیار شود و توانایی محافظت از راه هوایی خود را مجدداً بدست آورد و در زمان مناسب و با روش‌های معمول بیمار بیهوش شده و برای بیمار لوله تراشه قرار داده شود.
در مقابل زمانی که شرایط جسمی بیمار به شکلی نیست که در صورت شکست در لوله‌گذاری تراشه بتوان بیمار را بیدار کرد، بیمار در معرض خطرات بالای آسیب راه هوایی قرار خواهد گرفت.

## داروهای متداول
داروهای رایج و متداولی که برای القای سریع بیهوشی استفاده می‌شود:

### داروهای آماده کننده
- میدازولام
- لیدوکائین
- فنتانیل

### آرام‌بخشی
- متوهگزیتال
- پروپوفول
- اتومیدیت
- کتامین
- میدازولام

### فلج‌کننده
- سوکسینیل کولین
- روکرونیوم
- وکرونیوم

### سایر داروها
- تیوپنتال سدیم
- متارامینول یا افدرین جهت درمان فشار خون پایین که ممکن است به دنبال تزریق داروهای آرام‌بخشی ایجاد شود.
- فنیل افرین

## تکنیک
به‌طور کلی این تکنیک بسیار سریعتر از تکنیک عادی برای بیهوش کردن بیماران است. در واقع یک چهارچوب مفید برای توصیف این روش وجود دارد:

### آماده‌سازی
قبل از القای بیهوشی میزان سختی لوله گذاری تراشه برای بیمار مورد ارزیابی قرار می‌گیرد. در ادامه برای بیمار پایشگرهای مداوم عملکرد فیزیولوژیک مانندنوار قلب و پالس اکسی‌متر وصل می‌شود سپس تجهیزات و داروهای مورد نیاز از جمله لوله تراشه با سایز مناسب و همچنین لارنگوسکوپ به شکل دقیق محاسبه و در دسترس قرار می‌گیرد. پس از آن داروها در سرنگ آماده کرده و برای بیمار یک یا دو دسترسی وریدی مناسب ایجاد می‌شود تا داروهای بیهوشی از آن طریق به بیمار تزریق شود.

### اشباع ریه از اکسیژن
در حالت عادی درصد بالایی از حجم هوای ظرفیت باقیمانده عملی در ریه غنی از نیتروژن است. هدف از این کار جایگزین کردن نیتروژن با اکسیژن خالص است. این ذخیره اکسیژن در هنگامی که بیمار به دلیل تجویز داروهای مسدودکننده عصب-عضله قادر به تنفس مطلوب نیست، باعث بالا ماندن اکسیژن خون شده و سلامتی بیمار حفظ می‌شود.
افت میزان اکسیژن خون در بیماران کودک، چاق و بیماران بدحال سریعتر است. اشباع اکسیژن با استفاده از اکسیژن ۱۰۰ درصد و با استفاده از ماسک مخصوص و مناسب صورت می‌گیرد. برای اشباع ریه از اکسیژن، هشت تنفس عمیق در عرض ۶۰ ثانیه تفاوتی با تنفس آرام در عرض سه دقیقه ندارد.
روش‌های جدید اشباع ریه از اکسیژن به این ترتیب است که ۵ دقیقه قبل از اینکه برای بیمار از داروهای آرام‌بخش یا بیهوش‌کننده استفاده شود با استفاده از کانولای بینی اکسیژن ۱۰۰ درصد برای بیمار تجویز شود. بررسی‌ها نشان داده استفاده از کانولای بینی با فشار بالا باعث بالا رفتن میزان اکسیژن در ناحیه حلق شده و در نهایت میزان اکسیژن خون افزایش خواهد یافت. تغییرات کم در جریان می‌تواند موجب تغییرات اساسی در اکسیژن در دسترس در آلوئول‌های بیمار شده و میزان اکسیژن ظرفیت باقیمانده عملی افزایش می‌یابد. استفاده از کانولای بینی قبل از بیهوشی و در حین آپنه از کاهش اکسیژن خون در حین لوله‌گذاری تراشه جلوگیری خواهد کرد.

### پیش‌درمان
پیش‌درمان به دسته‌ای از داروها یا فرایندها گفته می‌شود که به گروهی از بیماران با ریسک بالا داده می‌شود. اینکار معمولاً ۳ دقیقه قبل از اینکه داروهای مسدود کننده عصب-عضله برای بیمار تجویز شده و برای بیمار لوله گذاری تراشه انجام شود تا بیمار در مقابل عوارض ناشی از لارنگوسکوپی و لوله‌گذاری تراشه حفظ شود. لوله گذاری تراشه موجب افزایش فعالیت دستگاه عصبی سمپاتیک شده و در نهایت موجب افزایش فشار درون‌جمجمه‌ای خواهد شد، همچنین احتمال اسپاسم مجاری هوایی نیز وجود دارد.
بیمارانی که راه هوایی حساس دارند یا آن دسته از بیماران با مشکلات قلبی و عروقی و همچنین بیمارانی که فشار درون‌جمجمه‌ای بالا دارند از روند پیش‌درمان سود خواهند برد.
در القای سریع بیهوشی معمولاً از دو داروی آتروپین و لیدوکائین به عنوان پیش‌درمان استفاده می‌شود. لیدوکائین موجب سرکوب رفلکس سرفه شده که با این کار از افزایش فشار درون‌جمجمه‌ای جلوگیری می‌کند. به همین دلیل از این دارو در بیماران تروما که به افزایش فشار درون‌جمجمه‌ای شک وجود دارد استفاده می‌شود. اگر چه هنوز شواهد قطعی برای این امر ثابت نشده اما استفاده با دوز مناسب خطری برای بیمار نخواهد داشت. دوز رایج و مناسب این دارو ۱٫۵ میلی‌گرم به ازای هر کیلوگرم وزن بیمار سه دقیقه قبل از لوله گذاری تراشه است.
آتروپین معمولاً در بیماران خردسال به جهت جلوگیری از برادیکاردی ناشی از هیپوکسی، لارنگوسکوپی و تزریق سوکسینیل کولین استفاده می‌شود. آتروپین در دسته دارویی آنتی کولینرژیک قرار می‌گیرد. دوز رایج و مناسب این دارو ۰٫۰۱ تا ۰٫۰۲ میلی‌گرم به ازای هر کیلوگرم وزن بیمار است.

### ایجاد فلج عضلانی و لوله گذاری تراشه
بیمار در یک بیهوشی عمومی استاندار معمولاً داروی مخدر و داروی بیهوش‌کننده دریافت می‌کند سپس به مدت کوتاهی قبل از تزریق داروهای مسدودکننده عصب-عضله به شکل دستی به بیمار نفس داده می‌شود و پس از آن برای بیمار لوله تراشه قرار داده می‌شود. در طول القای سریع بیهوشی فرد هنوز هم داروی مخدر را دریافت می‌کند.
جهت القای بیهوشی می‌توان از تیوپنتال سدیم، پروپوفول و اتومیدیت و جهت ایجاد فلج عضلانی می‌توان از سوکسینیل کولین یا روکرونیوم استفاده کرد. داروهای مسدود کننده عصب-عضله باعث فلج شدن تمام ماهیچه اسکلتی در سراسر بدن به ویژه حلق، حنجره و دیافراگم می‌شود. داروهای مخدر مانند فنتانیل یا سوفنتانیل می‌توانند پاسخ عصبی (مانند افزایش ضربان قلب و افزایش فشار داخل جمجمه) به فرایند لوله گذاری تراشه را بکاهند. استفاده از مخدر و کاهش اثرات منفی لوله گذاری تراشه به ویژه برای بیماران با بیماری سرخرگ کرونری یا آسیب مغزی (مانند سکته مغزی یا ضربه مغزی) مفید است.

### حالت دادن
حالت دادن شامل قرار دادن دهان، حلق و حنجره در یک امتداد می‌باشد. برای توضیح این نوع حالت دادن از اصطلاح پوزیشن خرناس استفاده می‌شود. این پوزیشن با قرار دادن یک حولهٔ لوله شده در زیر سر و گردن به دست می‌آید، که به‌طور مؤثری سر را دراز کرده و گردن را خم می‌کند. این وضعیت زمانی برقرار می‌شود که گوش و استخوان جناغ در یک امتداد باشند.
به منظور جلوگیری از آسپیراسیون باید از مانور سلیک و فشار بر غضروف کریکوئید برای بستن نای استفاده شود.

### لوله گذاری
طی این مرحله، لارنگوسکوپی فاصلهٔ بین تارهای صوتی را مشخص می‌کند. سپس لوله تراشه بین تارهای صوتی قرار داده شده و کاف لوله تراشه پر می‌شود تا لوله را سر جای خود ثابت نگه داشته و از آسپیراسیون محتویات معده جلوگیری کند.
محل صحیح لوله تراشه به چند روش تصدیق می‌شود که شامل مشاهده افزایش دی اکسید کربن انتهای بازدمی، گوش کردن صدای هر دو ریه و معده، مشاهده حرکت قفسه سینه و مشاهده بخارات تنفسی درون لوله تراشه می‌باشد.

### مدیریت بعد از لوله گذاری
باید از جابجایی لوله تراشه (به داخل نایژه‌ها، بالای حنجره، یا داخل نای) جلوگیری شود. بدین منظور از روش‌های تصدیق کربن دی اکسید انتهای بازدمی، گوش دادن و مشاهده کردن بالا آمدن قفسه سینه استفاده می‌شود.
برای نمونه یک تفاوت مهم بین القای سریع بیهوشی و روش عادی لوله گذاری داخل نای این است که متخصص بیهوشی بعد از القای بیهوشی ریه را به صورت دستی تهویه نمی‌کند تا زمانی که لوله گذاری نای صورت گرفته و کاف لوله تراشه پر شود.

## نکات بیشتر
سن نقش مهمی در تضمین مؤثر بودن یا نبودن این عملیات دارد و معمولاً در مورد افراد جوان استفاده می‌شود. فردی که القای سریع بیهوشی را انجام می‌دهد باید در امر لوله‌گذاری تراشه و تنفس دادن به بیمار با ماسک مهارت کافی داشته باشد. در هنگام به کاربر بردن این روش باید وسایل مدیریت راه هوایی جایگزین از جمله لارنژیال ماسک یا لوله لارنژیال نیز در دسترس باشد. همچنین فرد باید در مواقعی که به دلیل شکل سر و گردن نمی‌توان برای بیمار لوله تراشه تعبیه کرد، برای روش‌های تهاجمی مانند کریکوتیروتومی آماده باشد.
القای سریع بیهوشی عمدتاً در بیماران ترومایی که معده پر داشته و از نظر آسپیراسیون ریوی ریسک بالاتری دارند انجام می‌شود. تهویه با ماسک می‌تواند باعث ورود هوا به معده شده که در نهایت موجب بزرگ شدن معده و در نتیجه استفراغ شود بنابراین باید به سرعت از این مرحله گذر کرد. بیمار در مرحله اول یک آرام‌بخش یا یک بیهوش کننده و در مرحله بعد از آن یک داروهای مسدود کننده عصب-عضله دریافت می‌کند سپس بدون اینکه بیمار به صورت دستی تهویه شود یا بسیار کم بیمار را تهویه کرده و پس از آن بیمار اینتوبه می‌شود. بیمار از لحاظ مشکل بودن لوله گذاری مورد ارزیابی قرار می‌گیرد. تیغهٔ لارنگوسکوپ و لوله تراشه نیز کوچکتر از مواقع غیر اورژانسی انتخاب می‌شود.
القای سریع بیهوشی برای بیمارانی که راه هوایی مشکلی دارند ممنوع است چرا که شکست در القای سریع بیهوشی باعث می‌شود هیچ راه انتخابی دیگری موجود نباشد اما تهویه با ماسک و بگ بیمار را به سمت استفراغ سوق می‌دهد. معمولاً برای این گونه بیماران از لوله گذاری به روش بیدار به وسیلهٔ فایبراپتیک استفاده می‌شود.

## نکات مورد اختلاف
با معرفی القای سریع بیهوشی، جنبه‌های زیادی از این تکنیک بحث‌برانگیز بوده که در زیر لیست خواهد شد:
- انتخاب نوع بیهوش‌کننده، زمان استفاده و میزان دارو
- میزان دوز داروی مسدود کننده عصب-عضله و زمان استفاده این دارو
- خودداری از نفس دادن به بیمار قبل از لوله‌گذاری تراشه
- حالت بیمار قبل از لوله‌گذاری تراشه به‌طور مثال حالت سربالا، حالت سر پایین یا خوابیده به پشت که امن‌ترین حالت برای القای بیهوشی در بیماران با معده پر است.
- استفاده از مانور فشار بر غضروف کریکوئید که به مانور سلیک مشهور است.